# Da Da Da (programma televisivo)
Da Da Da è stato un programma televisivo italiano di videoframmenti ideato da Michele Bovi, successore diretto del simile SuperVarietà, trasmesso su Rai 1 dal 20 giugno 2010 al 20 agosto 2011 in access prime time e dal 2012 al 2020 durante la fascia notturna accanto a Techetechete' che occupò la fascia oraria precedente. Nei periodi festivi il programma andò in onda anche di pomeriggio con puntate tematiche.

## Il programma
Il programma consisteva in una sequenza ininterrotta d'immagini, prese dal repertorio televisivo e cinematografico della Rai, ma che a differenza del predecessore, seguono un filo conduttore monotematico. Inizialmente partito in sordina nei giorni di pausa del campionato mondiale di calcio riscuote in seguito consensi di critica e pubblico e, dopo la fine della prima edizione, si tenta un esperimento interattivo per far scegliere al pubblico da casa i personaggi da mandare in onda attraverso una gara tra due squadre con un conduttore misterioso (Max Giusti) nel programma Da Da Da – Il pubblico da casa, trasmesso l'8 dicembre 2010 in prima serata, ma gli ascolti disastrosi – 2.341.000 spettatori con un 9,52% di share – fanno chiudere il programma dopo soltanto una puntata.
La seconda edizione del programma andò in onda a partire dal 31 maggio 2011. In contemporanea nasce Da Da Da in musica, in onda il sabato e la domenica, dedicato ai filmati musicali dell'archivio Rai, curato da Christian Calabrese fino al 2013.

## Sigla
La sigla del programma è la canzone Da Da Da ich lieb dich nicht du liebst mich nicht aha aha aha dei Trio. Da dicembre 2017 la videosigla, logo e grafica sono simili a quelli usati da Techetechete' dallo stesso anno.

## Edizioni
| Edizione | Anno | Messa in onda  | Messa in onda    | Puntate |
| Edizione | Anno | Inizio         | Fine             | Puntate |
| -------- | ---- | -------------- | ---------------- | ------- |
| 1ª       | 2010 | 20 giugno 2010 | 6 settembre 2010 | 59      |
| 2ª       | 2011 | 31 maggio 2011 | 20 agosto 2011   | 78      |

## Audience
| Edizione | Rete televisiva | Anno | Stagione         | Programmazione | Programmazione | Programmazione | Programmazione | Programmazione | Programmazione | Programmazione | Collocazione      | Telespettatori | Share  |
| Edizione | Rete televisiva | Anno | Stagione         | L              | M              | M              | G              | V              | S              | D              | Collocazione      | Telespettatori | Share  |
| -------- | --------------- | ---- | ---------------- | -------------- | -------------- | -------------- | -------------- | -------------- | -------------- | -------------- | ----------------- | -------------- | ------ |
| 1ª       | Rai 1           | 2010 | estate           |                |                |                |                |                |                |                | Access prime time | 4 369 000      | 23,70% |
| 2ª       | Rai 1           | 2011 | primavera-estate | 3 660 000      | 18,15%         |                |                |                |                |                | Access prime time |                |        |